# Aurelio Escobar Castellanos
Aurelio Escobar Castellanos (Zacoalco de Torres, Jalisco; 8 de noviembre de 1888-Ciudad de México, 11 de febrero de 1964) fue un fotógrafo y sindicalista mexicano.
Incursionó en el retrato fotográfico, la fotografía academicista, la fotografía artística el periodismo fotográfico, la fotografía de guerra, la fotografía documental, la fotografía publicitaria; y de la lucha sindical de su gremio. Estrechamente relacionado con el empresario y fotógrafo mexicano Heliodoro Juan Gutiérrez .

## Biografía

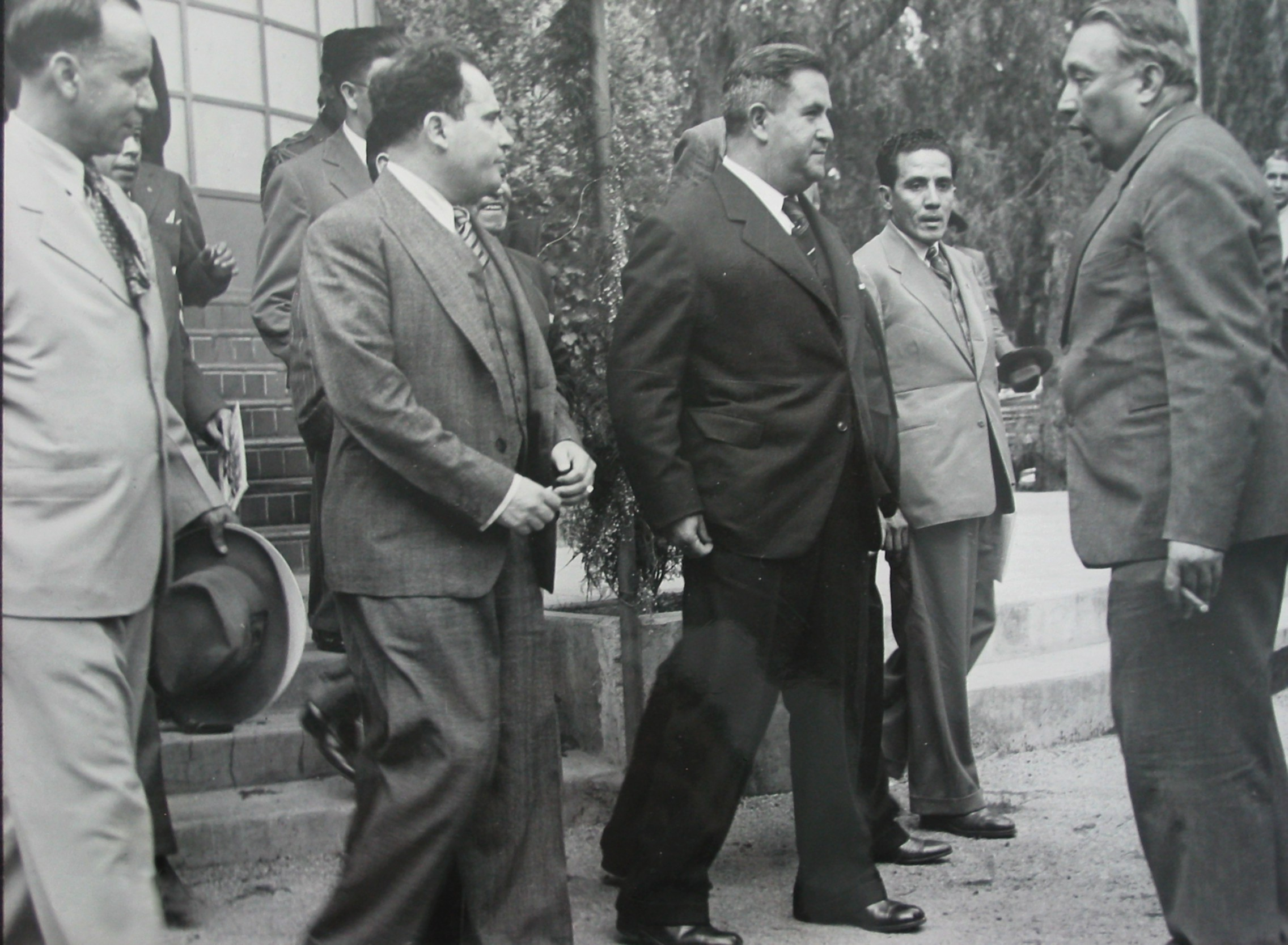
Aurelio Escobar Castellanos con el presidente Manuel Ávila Camacho en los años 1940.

Nace en Zacoalco de Torres el 8 de noviembre de 1888. Hijo mayor en terceras nupcias de José Benito Escobar Ureña y de Josefa Castellanos. Realiza sus estudios elementales en su pueblo natal. Ahí mismo comenzará a trabajar en una tlapalería. En 1906, junto con varios de sus hermanos llegan a la Ciudad de México a instancia del fotógrafo H. J. Gutiérrez, para colaborar con él.
Por esos años, H. J. Gutiérrez maneja la "Casa Amplificadora de Retratos", en el centro histórico de la Ciudad de México. Poco a poco, A. Escobar se introducirá en el arte de la fotografía bajo la tutela de Heliodoro J. Gutiérrez. Durante los siguientes 28 años tendrán encuentros y desencuetros, participando prácticamente de todas las aventuras empresariales de H. J. Gutiérrez.
Sus aptitudes como fotógrafo se verán de manifiesto durante las festividades del Centenario de la Independencia de México durante el mes de septiembre de 1910. Pocos meses después la turbulenta política mexicana estalla en un conflicto revolucionario encabezado por Francisco I. Madero, siendo testigo de los acontecimientos de la toma de Casas Grandes y Ciudad Juárez, y sigue con su cámara el movimiento Maderistas.
En junio de 1912 viaja a los Estados Unidos, en Mc Minnville, Tennessee asiste a la escuela de fotografía “Southern School of Photography”. Fundada por W. S. Lively (Dad).
Catorce meses después de asumir la presidencia Francisco I. Madero es derrocado por una asonada militar, recordada como la Decena trágica y coincidentemente Aurelio Escobar C. acababa de regresar a México y tuvo la oportunidad de registrarlo con su cámara. por razones políticas a mediados de marzo de 1913 deja México regresando a Mc Minnville y termina sus estudios. Después de ganar el premio a la mejor exhibición fotográfica 1913 en la feria estatal de Carolina del Sur se establece en la ciudad de Columbia S.C., donde trabaja en el estudio “Lyles”.
El fin del gobierno de Victoriano Huerta le permiten regresar a México en 1914, reincorporado al trabajo en la “Fotografía H. J. Gutiérrez” y “Fotografía Marst”. Para septiembre de 1918 vuelve a los Estados Unidos. Compra el negocio conocido como “Hennies Studio”, y a partir de ese momento tendrá el nombre de “A. Escobar”, hasta 1925. Durante ese periodo regresera intermitentemente a México, vendiendo su trabajo a periódicos y revistas, a diferentes casa fotográficas y colaborando con H. J. Gutiérrez, e introduciendo a México las fotografías panorámicas con cámara giratoria, distribuidas en un principio por la CIF (Compañía Industrial Fotográfica).
Desde 1925 residirá permanentemente en México, cubrirá el conflicto armado conocido como la Guerra Cristera 1927-1929.
En el año de 1934 contrae nupcias con María del Consuelo Vélez de la Torre el 22 de abril, y el local comercial que ocupa la Fotografía París propiedad de H. J. Gutiérrez, pasa a ser la “A. Escobar fotógrafo profesional.”, primer establecimiento propio de Aurelio Escobar en México. El 3 de mayo de 1935, nace su única hija: María Josefina Escobar Vélez. El viejo edificio que albergaba a la “A. Escobar fotógrafo profesional” es derruido en 1954. Junto a una nueva edificación surge una nueva empresa: “Foto panorámicas Escobar”.
Aurelio Escobar Castellanos muere el 11 de febrero de 1964, a consecuencia de las heridas sufridas en un accidente de tránsito.

## La lucha Sindical
Durante su vida activa participa de las diferentes organizaciones laborales, que buscan dar protección y derechos de los fotógrafos mexicanos.

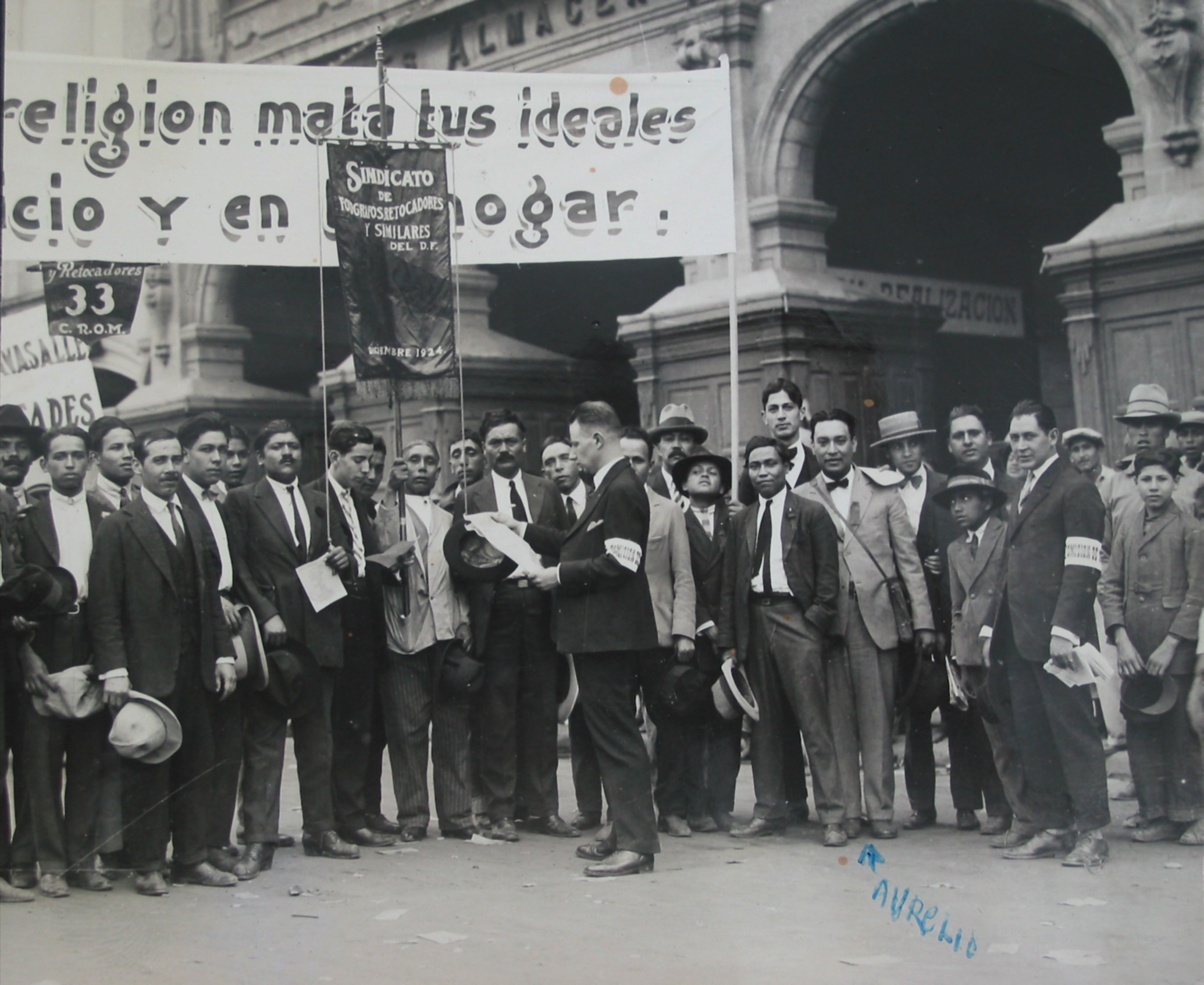
Manifestación sindical de fotógrafos 1924.

- En noviembre de 1911: Sociedad Fotógrafos de la Prensa.

- En 1924: Sindicato de Fotógrafos, retocadores y similares del D.F.

- En junio de 1926: Asociación de Fotógrafos de México, Sociedad Mutualista.

- En julio de 1934: Asociación de Fotógrafos profesionales de México.

- En 1936: Sindicato patronal de fotógrafos.

- En agosto de 1937: Unión Sindical de Fotógrafos profesionales y similares del Distrito Federal; Secretario del Interior.

- En marzo de 1949: Cámara del Fotógrafo.

- En 1954: Sociedad de Fotógrafos de México; Secretario de Relaciones.

- 7 de julio de 1954: Celebración del primer día del fotógrafo (México).

- En 1963: Unión de Fotógrafos de la República Mexicana.

## Obra
Gran parte del trabajo de Aurelio Escobar Castellanos como corresponsal de guerra se desarrolla durante la Revolución Mexicana, bajo la firma H. J. Gutiérrez en el periodo comprendido entre 1911-1915. El segundo periodo de corresponsal de guerra será el conflicto Cristero. Como fotógrafo de formato panorámico cubrirá una amplia variedad de eventos políticos y sociales durante 40 años. Su archivo en este formato es uno de los más grandes a nivel mundial concerniente a un solo fotógrafo, conservado en el Archivo General de la Nación, fondo Aurelio Escobar Castellanos. Es uno de los muchos fotógrafos que aportaron material al Archivo Casasola.